# France 3 Ouest
France 3 Ouest, dénommée jusqu'en 1992 FR3 Bretagne Pays-de-Loire est une des anciennes treize antennes régionales de France 3, basée à Rennes et Nantes, émettant à travers ses antennes locales France 3 Bretagne et France 3 Pays de la Loire sur les régions Bretagne et Pays de la Loire, du 6 janvier 1975 au 3 janvier 2010.

## Histoire de la chaîne
À la suite de l'éclatement de l'ORTF, Télé Loire-Océan, Télé-Maine-Anjou-Touraine-Perche et Télé Bretagne deviennent FR3 Bretagne Pays-de-Loire le 6 janvier 1975 et les programmes régionaux passent de la deuxième à la troisième chaîne.
À partir du 5 septembre 1983, le programme régional est diffusé en soirée de 17h00 à 19h55 et la publicité sur l'antenne régionale est autorisée par la Haute Autorité de la communication audiovisuelle en 1984. L'information régionale est diffusée tous les jours de 19h10 à 19h30 dans le cadre du 19/20 dès 1990.
À la suite de la création de France Télévision le 7 septembre 1992, FR3 Bretagne Pays-de-Loire devient France 3 Ouest.
En 2010, une nouvelle organisation territoriale de France 3 a été mise en place. France 3 Pays de la Loire est alors rattaché au pôle de gouvernance du Nord-Ouest dont le siège est à Rennes.

## Identité visuelle

### Logos

Logo de FR3 Bretagne Pays-de-Loire du 6 mai 1986 au 6 septembre 1992
Logo de France 3 Ouest du 7 septembre 1992 au 6 janvier 2002
Logo de France 3 Ouest du 7 janvier 2002 au 6 avril 2008
Logo de France 3 Ouest du 7 avril 2008 au 3 janvier 2010

### Slogans
- 1975-1986 : « FR3, la seule chaîne régionale »
- 1986-1987 : « FR3, c'est 3 fois mieux ! »
- 1987-1990 : « FR3, Le relief de la vie »
- 1990-1992 : « FR3, La télé pour de vrai »
- 1992-2001 : « France 3, la télé qui prend son temps »
- 2001-2010: « De près, on se comprend mieux »
- 2010 : « France 3, avec vous, à chaque instant »